# Хар Крішан
Хар Крішан (пенджабі:ਗੁਰੂ ਹਰਿ ਕ੍ਰਿਸ਼ਨ, 7 липня 1656 — 30 березня 1664, Нандед) — 8-й гуру сикхів.

## Життєпис
Син гуру Хар Раї і Бібі Крішан Каур. Народився 1656 року в Кіратпурі. Перед смертю 1661 року батько назвав його своїм спадкоємцем. 7 жовтня 1661 року став гуру. Втім невдовзі проти нього став інтригувати зведений брат Рам Раї, що перебував як заручник при дворі падишаха Аурангзеба. Скориставшись з цього, той викликав гуру сикхів, його матір та провідник масандів до Делі.
Перед своїм будинком у Делі звів басейн (водойму), який за легендою став цілющим, коли гуру провів над ним обряд та опустив туди ноги. До тепер до басейну приходять прочани-сикхи. 
25 березня 1664 року Хар Крішан був прийнятий падишахом Аурангзебом. Втім через 5 днів захворів на віспу, яка тоді лютувала в Делі, й помер. Перед смертю начебто оголосив свого стрийка Теґ Бахадура спадкоємцем влади гуру, хоча лише заявив, що наступний гуру мешкає в селищі Бакала.